# 蒙特里沙尔
蒙特里沙尔（法語：Montrichard，法語發音：[mɔ̃tʁiʃaʁ]；又译蒙特里夏尔）是法国卢瓦-谢尔省的一个旧市镇，位于该省西南部，图尔—维耶尔宗铁路经过其境内并设站。属于布卢瓦区。2016年1月1日，蒙特里沙尔与市镇布雷合并为新市镇蒙特里沙尔-瓦勒德谢尔，蒙特里沙尔为新市镇行政中心。

## 地理
蒙特里沙尔（47°20'35"N, 1°11'0"E）面积14.36 平方千米，位于法国中央-卢瓦尔河谷大区卢瓦-谢尔省，该省份为法国中北部省份，北起厄尔-卢瓦省，东北接卢瓦雷省，东南接谢尔省，南至安德尔省，西南接安德尔-卢瓦尔省，西北接萨尔特省。
与蒙特里沙尔接壤的市镇（或旧市镇、城区）包括：布雷。
蒙特里沙尔的时区为UTC+01:00、UTC+02:00（夏令时）。

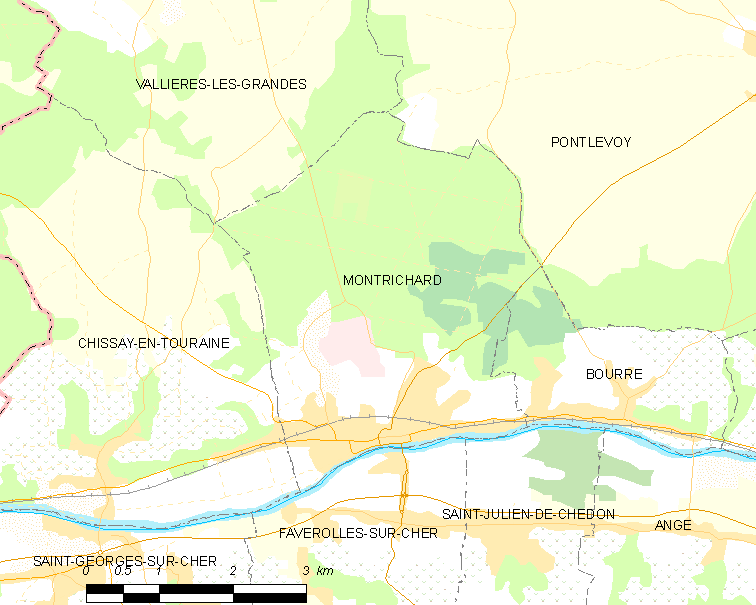
蒙特里沙尔的OSM定位图

## 行政
蒙特里沙尔的邮政编码为41400，INSEE市镇编码为41151。

## 政治
蒙特里沙尔所属的省级选区为蒙特里沙尔-瓦勒德谢尔县。

## 人口

1962-2008年间蒙特里沙尔人口变化图示

蒙特里沙尔于2018年1月1日时的人口数量为3145人。